# Morti nel 1983/Aprile
| Questa pagina contiene informazioni ricavate automaticamente dalle voci biografiche con l'ausilio del template Bio e di un bot. L'aggiornamento è periodico e automatico e ricostruisce completamente la pagina. Se manca una persona in questa lista, sei pregato di non aggiungerla, ma accertati piuttosto che la sua voce biografica contenga il template Bio e che i dati anagrafici siano correttamente compilati. Se il template Bio manca, inseriscilo tu stesso o, in alternativa, metti l'avviso {{tmp\|Bio}} che ne segnala la mancanza. Se i dati riportati sono sbagliati, correggi direttamente la voce biografica; le modifiche saranno visibili in questa lista entro pochi giorni. Per chiarimenti vedi il progetto biografie. La lista contiene solo le 91 persone che sono citate nell'enciclopedia e per le quali è stato implementato correttamente il template Bio. Pagina aggiornata al 3 mar 2024. |

- 1º aprile - Levi Casey, triplista statunitense (n. 1904)
- 1º aprile - Bo Ekelund, altista e dirigente sportivo svedese (n. 1894)
- 2 aprile - Chang Dai-chien, pittore cinese (n. 1899)
- 2 aprile - Clara Nunes, cantante brasiliana (n. 1942)
- 3 aprile - Jimmy Bloomfield, allenatore di calcio e calciatore inglese (n. 1934)
- 3 aprile - Gino Demi, calciatore italiano (n. 1901)
- 3 aprile - Michel Frutschi, pilota motociclistico svizzero (n. 1953)
- 3 aprile - Bernardo Sartori, presbitero e missionario italiano (n. 1897)
- 4 aprile - Art Anderson, cestista statunitense (n. 1916)
- 4 aprile - Karl August Fink, presbitero e teologo tedesco (n. 1904)
- 4 aprile - Madeleine Fromet, attrice francese (n. 1900)
- 4 aprile - Felix Landau, militare austriaco (n. 1910)
- 4 aprile - Jacqueline Logan, attrice, ballerina e attivista statunitense (n. 1901)
- 4 aprile - Gloria Swanson, attrice statunitense (n. 1899)
- 4 aprile - Bernard Vukas, calciatore jugoslavo (n. 1927)
- 6 aprile - Lutz Heck, zoologo e biologo tedesco (n. 1892)
- 6 aprile - Arturo Perugini, avvocato e politico italiano (n. 1919)
- 7 aprile - Gavin Gordon, attore statunitense (n. 1901)
- 7 aprile - Siegfried Müller, militare e mercenario tedesco (n. 1920)
- 8 aprile - Gaetano Lanfranchi, imprenditore e bobbista italiano (n. 1901)
- 9 aprile - Giuseppe Carlo Rossi, linguista italiano (n. 1908)
- 10 aprile - Phillip Burton, politico statunitense (n. 1926)
- 10 aprile - Guido Paci, pilota motociclistico e bobbista italiano (n. 1949)
- 11 aprile - Edina Altara, illustratrice, decoratrice e pittrice italiana (n. 1898)
- 11 aprile - Dolores del Río, attrice e ballerina messicana (n. 1904)
- 11 aprile - Karl-Heinz Wohlfahrt, calciatore tedesco orientale (n. 1924)
- 12 aprile - Renato Giunti, editore e antifascista italiano (n. 1905)
- 12 aprile - Jørgen Juve, calciatore norvegese (n. 1906)
- 13 aprile - Gerry Hitchens, calciatore inglese (n. 1934)
- 13 aprile - Olle Källgren, calciatore svedese (n. 1907)
- 13 aprile - Gloria Marín, attrice messicana (n. 1919)
- 13 aprile - Mario Patuzzi, calciatore italiano (n. 1907)
- 13 aprile - Mercè Rodoreda, scrittrice spagnola (n. 1908)
- 13 aprile - Duilio Segoni, calciatore italiano (n. 1905)
- 13 aprile - Theodore Stephanides, radiologo, naturalista e biologo greco (n. 1896)
- 13 aprile - Anna van der Vegt, ginnasta olandese (n. 1903)
- 14 aprile - Nina Dumbadze, discobola e allenatrice di atletica leggera sovietica (n. 1919)
- 14 aprile - Charles Burke Elbrick, diplomatico e funzionario statunitense (n. 1908)
- 14 aprile - Achille Peretti, politico francese (n. 1911)
- 15 aprile - David Tennant Cowan, generale britannico (n. 1896)
- 15 aprile - Amilcare Gilardoni, allenatore di calcio e calciatore italiano (n. 1906)
- 15 aprile - Rodolfo Hoyos Jr., attore e scenografo messicano (n. 1916)
- 15 aprile - Gyula Illyés, scrittore ungherese (n. 1902)
- 15 aprile - Francesco Milizia, sceneggiatore italiano (n. 1920)
- 15 aprile - Corrie ten Boom, orologiaia e scrittrice olandese (n. 1892)
- 16 aprile - Elmar Schäfer, militare e aviatore tedesco (n. 1913)
- 16 aprile - Michael Zohary, botanico israeliano (n. 1898)
- 17 aprile - Carlo Alberto D'Albertis, velista italiano (n. 1906)
- 17 aprile - Reginald Kernan, attore cinematografico statunitense (n. 1914)
- 17 aprile - Joseph Alphonse McNicholas, vescovo cattolico statunitense (n. 1923)
- 17 aprile - Felix Pappalardi, cantante, bassista e produttore discografico statunitense (n. 1939)
- 19 aprile - Jerzy Andrzejewski, scrittore polacco (n. 1909)
- 19 aprile - Erwin Casmir, schermidore tedesco (n. 1895)
- 19 aprile - Shahan Natalie, scrittore, politico e giornalista armeno (n. 1884)
- 19 aprile - Jim Nolan, cestista statunitense (n. 1927)
- 19 aprile - Renato Ziggiotti, presbitero e educatore italiano (n. 1892)
- 20 aprile - Guglielmo Bianchi, calciatore italiano (n. 1901)
- 20 aprile - Walther Nehring, generale tedesco (n. 1892)
- 20 aprile - Bruno Persa, attore e doppiatore italiano (n. 1905)
- 20 aprile - Pedro Quartucci, pugile e attore argentino (n. 1905)
- 21 aprile - Momčilo Đokić, calciatore jugoslavo (n. 1911)
- 21 aprile - Marcel Leclerc, dirigente sportivo e editore francese (n. 1921)
- 21 aprile - Walter Slezak, attore austriaco (n. 1902)
- 22 aprile - Adriano Buzzati Traverso, genetista e biofisico italiano (n. 1913)
- 22 aprile - Richard Jeffries Dawes, aviatore canadese (n. 1897)
- 22 aprile - Earl Hines, pianista statunitense (n. 1903)
- 22 aprile - Gösta Holmér, multiplista, altista e ostacolista svedese (n. 1891)
- 22 aprile - Lamberto Maggiorani, attore italiano (n. 1909)
- 22 aprile - Gunta Stölzl, designer tedesca (n. 1897)
- 23 aprile - Paľo Bielik, attore, regista e sceneggiatore slovacco (n. 1910)
- 23 aprile - Marguerite Broquedis, tennista francese (n. 1893)
- 23 aprile - Buster Crabbe, nuotatore e attore statunitense (n. 1908)
- 23 aprile - Frank Fisher, hockeista su ghiaccio canadese (n. 1907)
- 23 aprile - Arturo Lanocita, giornalista, scrittore e critico cinematografico italiano (n. 1904)
- 23 aprile - Selena Royle, attrice statunitense (n. 1904)
- 24 aprile - Rolf Stommelen, pilota automobilistico tedesco (n. 1943)
- 25 aprile - Jack Ritchie, scrittore statunitense (n. 1922)
- 26 aprile - Oreste Bonomi, politico italiano (n. 1902)
- 26 aprile - Bronislau Kaper, compositore polacco (n. 1902)
- 26 aprile - Vaughn Taylor, attore statunitense (n. 1910)
- 27 aprile - Heinz Buchholz, giurista e letterato tedesco (n. 1906)
- 27 aprile - Zdzisław Filipkiewicz, cestista polacco (n. 1916)
- 27 aprile - José Iraragorri, calciatore spagnolo (n. 1912)
- 28 aprile - Arne Svendsen, calciatore norvegese (n. 1909)
- 29 aprile - Stanislao Ceschi, politico italiano (n. 1903)
- 29 aprile - Anatolij Vasil'evič Ljapidevskij, aviatore sovietico (n. 1908)
- 29 aprile - Tommaso Palamidessi, astrologo e esoterista italiano (n. 1915)
- 30 aprile - George Balanchine, coreografo e danzatore russo (n. 1904)
- 30 aprile - Domenico Furnò, paroliere italiano (n. 1892)
- 30 aprile - Joel Henry Hildebrand, chimico statunitense (n. 1881)
- 30 aprile - Muddy Waters, cantautore e chitarrista statunitense (n. 1913)